# Natura morta con Cupido di gesso
Natura morta con Cupido di gesso è un dipinto (71 x 57 cm) realizzato nel 1895 circa dal pittore Paul Cézanne.
È conservato nella Courtauld Gallery di Londra.